# Ньютон, Чарльз Томас
Чарльз Томас Ньютон (1816—1894) — английский археолог, член-корреспондент Санкт-Петербургской академии наук.

## Биография
Образование получил в Christ-Church-College в Оксфорде, был хранителем древностей в Британском музее в Лондоне, а затем, в 1852 году, был назначен вице-консулом в Митилену. Проживая в этом городе до 1859 г., занимался раскопками на Малоазиатском побережье, где, в Будруне (Галикарнасе), ему удалось открыть развалины древнего мавзолея и многочисленные скульптуры, украшавшие это здание. Его находки описаны им сочинении: «A history of discoveries at Halicarnassus etc.» (Лондон, 1862).
Кроме того, он производил археологические исследования в Книде и Бранхиде и собрал огромное количество пластических произведений, ваз, монет, надписей и др. древностей, поступивших в Британский музей. Из его сочинений наиболее известны:
- «A History of discoveries at Halicarnassus, Cnidus and Branchidae» (2 т., 1862),
- «Travels and discoveries in the Levant» (2 т., 1865)
- «Essays on art and archeology» (1880).

Член-корреспондент СПбАН c 03.12.1876 по историко-филологическому отделению (разряд классической филологии и археологии (археология)).